# Île de Dalma
Dalma est une île habitée des Émirats arabes unis situé à environ 40 km des côtes dans le golfe Persique. L'île abrite environ 10 000 habitants. Elle est connue pour ses sites archéologiques. L'île accueille également un complexe agricole.